# 페르난도 가고
페르난도 루벤 가고(스페인어: Fernando Rubén Gago feɾˈnando ˈɣaɣo[*], 1986년 4월 10일, 시우다델라 ~ )는 아르헨티나의 은퇴한 축구 선수로, 수비형 미드필더이자 후방 플레이메이커였다. 현재 CA 보카 주니어스의 감독이다.
레알 마드리드 프로파일에 가고는 "매우 역동적인 축구인으로 공의 움직임을 따라 경기하는 선수"로 묘사되었다. 그는 상대 구역에 접근하는데 능력을 지니며, 엄청난 시야를 이점으로 경기장 넓은 구역을 맡아 공을 지켜낼 수 있다.
2007년부터 성인 국가대표팀 일원이었던 가고는 아르헨티나를 대표로 2014년 FIFA 월드컵에 참가했고, 2007년, 2011년, 그리고 2015년에는 코파 아메리카에 출전했고, 2008년 하계 올림픽에 출전해 금메달을 따기도 했다.

## 클럽 경력

### 보카 주니어스
가고는 보카 주니어스 아카데미 출신으로 2004년 12월 5일, 1-0으로 이긴 킬메스와의 경기에서 보카 선수로 신고식을 치렀다. 아직 유망주 신분이었던 그는 보카 중원의 핵심이 되었고, 레알 마드리드와 바르셀로나 등 유럽 구단의 제의를 받았다.

### 레알 마드리드
2006년 11월 15일, 라몬 칼데론 레알 마드리드 회장은 젊은 선수를 영입해 노후화된 선수단을 대체하려는 정책의 일환으로 가고와 같은 국적이자 리버 플레이트의 곤살로 이과인 동시 영입을 발표했다. 그러나, 이과인의 마드리드행은 리버 플레이트가 공격수의 €10M 제의를 거절하고 2007년 6월까지 그를 기용하기를 원하면서 무산될 뻔 했다. 2006년 남아메리카 영입 건에서, 가고는 밀란과 연결되기도 했다. 그러나, 밀란의 이적설을 꿰고 있던 아리에도 브라이다는 "그들[가고와 이과인]은 마드리드로 이적할 생각밖에 없다"라며 밀란행을 부인했다. 이적은 2006년 12월 19일, €20.4M에 합의를 보았다. 이적 후, 그는 수비형 미드필더로 인상적인 활약을 펼쳤고, 호르헤 발다노와 다수의 평론가들은 종전에 아르헨티나의 "5번"으로 활약한 페르난도 레돈도에 비견했다.
가고는 2007년 1월 7일 0-2로 패한 데포르티보와의 라 리가 경기에서 마드리드 신고식을 치렀다. 이 경기는 매우 재능있는 미드필더의 흥미로운 시작이 될 것으로 전망되었다. 그러나, 선수단이 형편 없는 활약을 펼치면서, 가고는 재능을 발휘하지 못했고, 프리킥 상황에서 수비벽을 세우는 와중에 선제골의 원흉이 된 그는 호나우두와 교체되어 나갔다. 그러나, 산티아고 베르나베우에서 벌어진 사라고사와의 다음 주 경기에서, 가고는 동료들에게 영감을 주는 활약을펼쳤다. 그는 경기에 수비적으로 임해 중원 경합에서 승리했고, 공격수들에게 공을 찔러 공급해 시야를 과시했다. 레알 마드리드는 사라고사를 1-0으로 이겼고, 뤼트 판 니스텔로이는 같은 신입생인 곤살로 이과인이 창출한 기회를 결승골로 연결했다.
2007년 5월 20일, 레크레아티보전에서 2-2로 비기는 와중에 마드리드는 숙적 바르셀로나에게 선두를 내줄 것으로 전망되었지만, 가고가 막판에 호베르투 카를루스의 골을 도왔고, 그의 막판 골이 터지면서 우엘바는 잔류를 위해 3차례의 "결승전" 같은 경기를 남겨두게 되었다. 레알 마드리드는 누에보 콜롬비노에서 레크레아티보를 3-2로 이겼고, 이후 리그 우승을 거두었다.

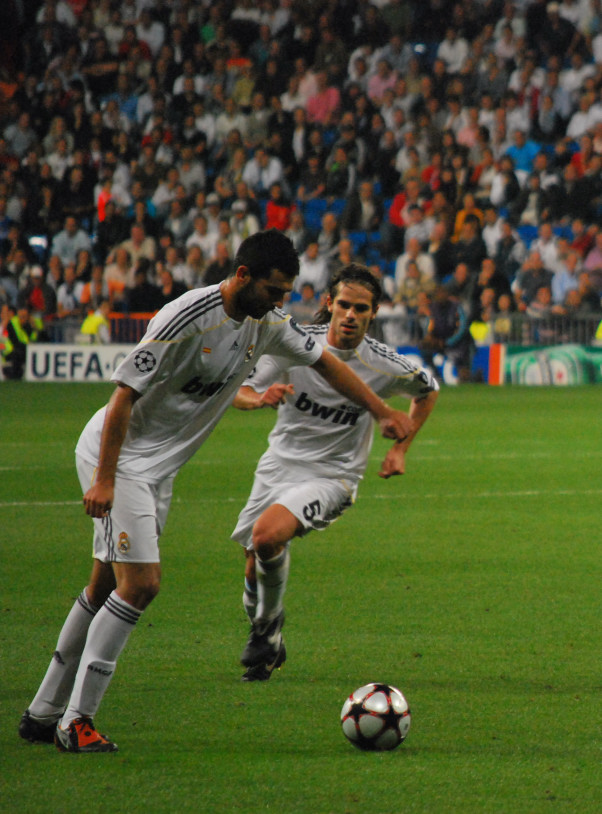
2009년 9월, 레알 마드리드의 가고

2007-08 시즌을 앞두고, 가고의 등번호는 16번에서 8번으로 변경되었다. 그는 마드리드에서의 두 번째 시즌에 진가를 발휘하여 수 차례 정상급 활약을 펼쳐 라 리가 우승에 공헌했다. 그는 마하마두 디아라와의 경쟁에서 앞서나가 주전 지휘를 확보했고, 구단의 리그 2연패에 공헌했다.
1월 이적 시장에서, 가고는 맨체스터 시티 이적에 접근하기도 했다. 그는 사전 합의를 보기는 했지만, £15M에 양 구단이 합의를 보기에 부족했다.
2008-09 시즌, 가고는 바테 보리소프와의 UEFA 챔피언스리그 경기에서 당한 부상으로 2경기에 출전하는데 그쳤다. 그는 10월 27일, 아틀레틱 빌바오와의 라 리가 경기까지 회복해 선발로 출전했다. 마드리드는 3-2로 이겼는데, 가고는 베슬레이 스네이더르와 중원에서 훌륭한 활약을 벌여 찬사를 받았다. 같은 시즌, 가고는 마드리드에서의 첫 골도 기록했는데, 그는 구티의 간접 프리킥을 머리로 마무리해 경기를 3-3으로 끌고 갔지만, 최종적으로 3-4 패배를 당했다. 비야레알과의 경기에서 그는 신입생 라사나 디아라와 중원을 담당했다.
시즌 후, 파비오 칸나바로가 유벤투스로 복귀하면서, 가고가 마드리드에 입단하면서 원했던 등번호 5번이 공석이 되었다. 그는 새로 들어온 카카에게 뜻대로 등번호 8번을 넘기고 아르헨티나 국가대표팀에서도 사용하는 등번호 5번을 가져갔다. 주제 모리뉴가 마드리드 신임 감독으로 취임하면서, 가고는 장기간 부상과 모리뉴 감독이 중원 수비를 주로 샤비 알론소와 사미 케디라에게 맡기면서 출전 기회가 현저히 줄어들었다.

### 로마 임대
2011년 8월 31일, 가고는 레알 마드리드에서 4년 반을 보내며 100경기를 넘게 출전한 후, 이탈리아 세리에 A의 로마로 임대되었고, 2011-12 시즌 후 영구 이적할 권한도 얻었다. 그의 등번호 5번은 도르트문트에서 이적한 신입생 누리 샤힌에게 넘어갔다.
가고는 11월 20일, 2-1로 이긴 레체와의 경기에서 첫 골을 기록했다. 시즌 후, 로마는 가고를 완전히 영입하지 않기로 결정했고, 그는 레알 마드리드에 복귀했다.

### 발렌시아와 아르헨티나 복귀
2012년 7월 19일, 임대가 끝나고 레알 마드리드에 복귀한 지 얼마 지나지 않아, 발렌시아가 €3.5M 정도에 가고를 영입했다고 발표했다. 8월 19일, 그는 발렌시아 신고식을 치렀는데 친정 구단 레알 마드리드와의 원정 경기에서 90분을 소화해 1-1 무승부에 일조했다.
2013년, 벨레스 사르스피엘드는 리그와 코파 리베르타도레스에서 부상당한 아리엘 카브랄을 대체하기 위해 가고를 임대로 영입했다. 그러나, 가고도 벨레스 사르스피엘드 임대 기간 대부분을 부상으로 보냈는데, 그는 4번의 리그 경기와 4번의 코파 리베르타도레스 경기 (데포르테스 이키케를 상대로 1골 기록) 에 출전하는데 그쳤다. 그에도 불구하고, 그는 6개월 임대 기간 동안 우승을 거두는데 성공했는데, 벨레스가 2012-13 시즌 대결승전에서 뉴얼스 올드 보이스를 제치고 우승하게 도왔다.
2013년, 가고가 친정 구단 보카 주니어스에게 합류하는 것으로 공식 발표되었고, 발렌시아로부터 선수 지분 50%에 해당되는 €1.7M에 매입해 그를 영입했다. 가고는 복귀 후 3골을 기록했는데, 2014년에 고도이 크루스를 상대로, 2015년에 올림포와 벨그라노를 상대로 득점을 올렸다.

## 국가대표팀 경력

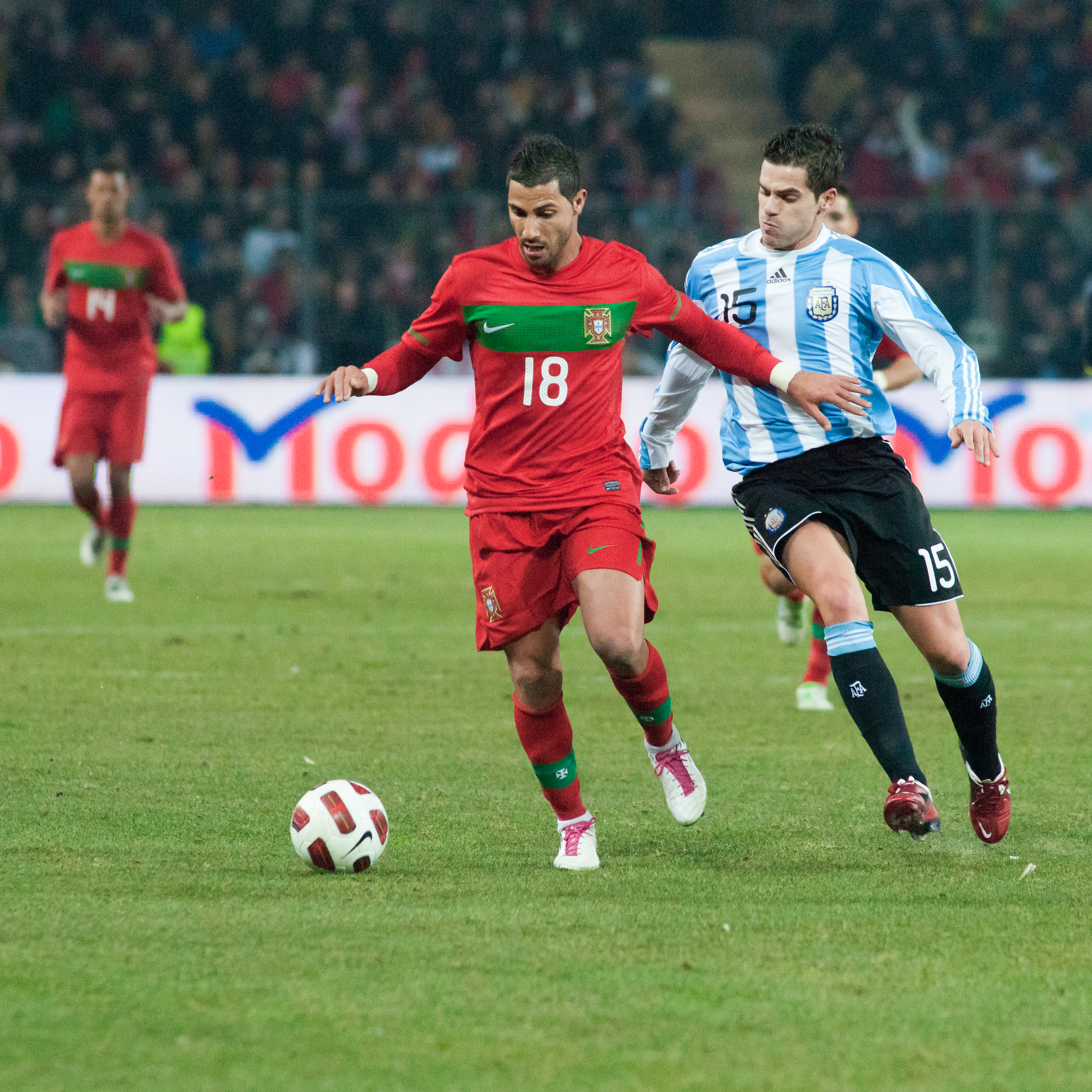
2011년, 포르투갈과의 친선전에서 히카르두 쿠아레즈마와 공을 경합하는 가고

가고는 2005년 FIFA 세계 청소년 축구 선수권 대회에 U-20 대표팀 일원으로 참가한 우승 주역으로, 대회를 통해 다수가 "차세대 거물"로 그를 칭송했다. 그는 비록 독일에서 열린 2006년 FIFA 월드컵에서 명단에 이름을 올리지 못했지만, 1년 후, 2007년 코파 아메리카에서 국가대표팀 신고식을 치렀다. 그 후로, 그는 선수단의 주축 선수로 활약했다. 그는 2008년 하계 올림픽 금메달 주역들 중 한 명이었다. 디에고 마라도나의 임기에 그는 주로 선발로 출전했지만, 2010년 FIFA 월드컵 선수단에 이름을 올리지 못했고, 대신 2011년 코파 아메리카에 출전했다.
가고는 2014년 FIFA 월드컵에 참가할 아르헨티나의 23인 명단에 이름을 올렸다. 그는 2-1로 이긴 보스니아 헤르체고비나와의 마라카낭 일전에서 우고 캄파냐로와 후반에 교체로 들어가 FIFA 월드컵 첫 경기를 치렀고, 아르헨티나가 2-1로 이겼다. 그는 벨루 오리존치에서 벌어진 이란과의 2차전에 선발로 출전해 1-0 승리를 도왔고, 8강전에서 루카스 비글리아와 교체되기 전까지 선발로 나섰다. 가고는 독일과의 결승전에서 86분에 엔소 페레스와 교체로 나갔고, 아르헨티나는 연장전 끝에 0-1로 패했다.

## 사생활
가고, 세르히오 아궤로, 그리고 리오넬 메시는 아르헨티나에서 유년 시절부터 가까이 지냈다. 셋 모두 네덜란드에서 열린 2005년 FIFA 세계 청소년 축구 선수권 대회에 참가한 우승 주역이기도 하다.
페르난도 가고는 문학과 예술에 열광하기도 한다. 그는 스페인에 처음 입국했을 때 프라도 미술관을 제일 먼저 방문했다. 그는 "겉멋 든 꼬마" (El Pintita) 라는 별칭이 붙었는데, 이는 머리를 손질하다 라몬 마도니로부터 꾸지람을 들은 데에서 유래했다. 청소년부 감독이 그를 "멋만 내지 말고 뛰어!"라고 질책한 후, 그의 보카 주니어스 동료들도 그 별명으로 수식했다.
가고는 프로 테니스 선수 기젤라 둘코를 배우자로 맞이했고, 2013년 6월 9일, 아들 마테오를 득남했다.

## 경력 통계
2015년 9월 13일 기준
| 클럽                | 시즌      | 리그 | 리그 | 리그 | 골   | 골 | 골   | 대륙 | 대륙 | 대륙 | 합계 | 합계 | 합계 |
| 클럽                | 시즌      | 출장 | 골   | 도움 | 출장 | 골 | 도움 | 출장 | 골   | 도움 | 출장 | 골   | 도움 |
| ------------------- | --------- | ---- | ---- | ---- | ---- | -- | ---- | ---- | ---- | ---- | ---- | ---- | ---- |
| 보카 주니어스       | 2004–05   | 15   | 0    | 0    | 0    | 0  | 0    | 1    | 0    | 0    | 16   | 0    | 0    |
| 보카 주니어스       | 2005–06   | 34   | 0    | 3    | 0    | 0  | 0    | 5    | 0    | 0    | 39   | 0    | 3    |
| 보카 주니어스       | 2006–07   | 20   | 1    | 2    | 0    | 0  | 0    | 6    | 0    | 0    | 26   | 1    | 2    |
| 보카 주니어스       | 2013–14   | 19   | 0    | 2    | 0    | 0  | 0    | 0    | 0    | 0    | 19   | 0    | 2    |
| 보카 주니어스       | 2014      | 10   | 1    | 2    | 0    | 0  | 0    | 5    | 0    | 3    | 15   | 1    | 5    |
| 보카 주니어스       | 2015      | 14   | 2    | 3    | 3    | 1  | 0    | 6    | 0    | 1    | 19   | 3    | 4    |
| 보카 주니어스       | 2016      | 9    | 0    | 0    | 1    | 0  | 0    | 4    | 1    | 0    | 14   | 1    | 0    |
| 보카 주니어스       | 합계      | 119  | 4    | 12   | 4    | 1  | 0    | 27   | 1    | 4    | 144  | 6    | 16   |
| 레알 마드리드       | 2006–07   | 13   | 0    | 1    | 2    | 0  | 0    | 2    | 0    | 0    | 17   | 0    | 1    |
| 레알 마드리드       | 2007–08   | 31   | 0    | 2    | 5    | 0  | 1    | 6    | 0    | 1    | 42   | 0    | 4    |
| 레알 마드리드       | 2008–09   | 26   | 1    | 7    | 1    | 0  | 0    | 6    | 0    | 0    | 33   | 1    | 7    |
| 레알 마드리드       | 2009–10   | 18   | 0    | 1    | 2    | 0  | 0    | 2    | 0    | 0    | 22   | 0    | 1    |
| 레알 마드리드       | 2010–11   | 4    | 0    | 0    | 3    | 0  | 0    | 0    | 0    | 0    | 7    | 0    | 0    |
| 레알 마드리드       | 합계      | 92   | 1    | 11   | 13   | 0  | 1    | 16   | 0    | 1    | 121  | 1    | 13   |
| 로마 (임대)         | 2011–12   | 30   | 1    | 3    | 2    | 0  | 0    | 0    | 0    | 0    | 32   | 1    | 3    |
| 로마 (임대)         | 합계      | 30   | 1    | 3    | 2    | 0  | 0    | 0    | 0    | 0    | 32   | 1    | 3    |
| 발렌시아            | 2012–13   | 12   | 0    | 2    | 0    | 0  | 0    | 4    | 0    | 1    | 16   | 0    | 3    |
| 발렌시아            | 합계      | 12   | 0    | 2    | 0    | 0  | 0    | 4    | 0    | 1    | 16   | 0    | 3    |
| 벨레스 사르스피엘드 | 2012–13   | 4    | 0    | 2    | 0    | 0  | 0    | 4    | 1    | 1    | 10   | 1    | 2    |
| 벨레스 사르스피엘드 | 합계      | 4    | 0    | 1    | 2    | 0  | 0    | 4    | 1    | 1    | 10   | 1    | 2    |
| 경력 합계           | 경력 합계 | 257  | 6    | 29   | 19   | 1  | 1    | 51   | 2    | 7    | 324  | 9    | 37   |

## 수상

### 클럽
보카 주니어스
- 아르헨티나 프리메라 디비시온: 2005년 아페르투라, 2006년 클라우수라, 2015
- 코파 수다메리카나: 2005
- 레코파 수다메리카나: 2005, 2006
- 코파 아르헨티나: 2015

레알 마드리드
- 라 리가: 2006–07, 2007–08
- 코파 델 레이: 2010–11
- 수페르코파 데 에스파냐: 2008

벨레스 사르스피엘드
- 아르헨티나 프리메라 디비시온: 2012-13 대결승전

### 국가대표팀
아르헨티나 U-20
- FIFA U-20 월드컵: 2005

아르헨티나 U-23
- 하계 올림픽: 2008

아르헨티나
- FIFA 월드컵 준우승: 2014
- 코파 아메리카 준우승: 2007, 2015

### 개인
- 남아메리카 올해의 팀: 2005, 2006[24]